# ТЕЦ „Русе Запад“
ТЕЦ „Русе Запад“ е топлоелектрическа централа в град Русе, България. Тя има капацитет за производство на електро- и топлоенергия.
Централата е изградена в периода 1968 – 1970 г. и пусната в експлоатация през 1972 г., като като първоначално съоръженията са били проектирани и експлоатирани с основно гориво – въглища за енергийините парогенератори и мазут – за промишлените парогенератори. През 1989 г. централата е напълно модернизирана и преминава на основно гориво – природен газ.
ТЕЦ „Русе Запад“ работи предимно като отоплителна централа. Общата ѝ топлинна мощност е 41 MW. Централата е собственост на Геррад АД – Русе, която през 2006 г. спечели обявения търг от Агенцията за приватизация.